# Eugenia Lopez Nunes
Eugenia Lopez Nuñes (Livorno, 25 novembre 1883 – Tunisi, 5 novembre 1946) è stata un mezzosoprano italiana.

## Biografia

### La famiglia
Eugenia Lopez Nuñes nasce a Livorno il 25 novembre 1883 da Giacomo Enrico (1858 - 1914) e Regina De Benedetti, appartenenti entrambi a famiglia ebraica. È seconda di quattro figli con Albertina, Raoul (1885 - 1938) e Ugo (1885 - 1938).
In seguito al matrimonio con Sally Heilbrunn, per volere del marito, la sua attività si limita a concerti pure importanti di beneficenza. Residente in Germania si presenta in ambito artistico col nome di Eugenia Heilbrunn. È zia dello scrittore Sandro Lopez Nuñes.

### La carriera artistica
Nel 1897 si legge sull'Indipendente (Livorno) di una sua prima partecipazione come solista nella corale toscana. L'articolo Festa geniale, che ne descrive la rappresentazione, riporta tra le righe quanto segue: "Ma chi fra tutte rifulse, fu quella amabile e gentile figura della signorina Eugenia Lopez, esimia attrice e cantante, che con la grazia in Lei caratteristica disimpegnò molte parti, riscuotendo in ognuna interminabili applausi. Noi consigliamo la signorina Lopez a volersi dedicare al teatro, pel quale ha tanta disposizione."
Nei primi anni Eugenia è accompagnata dalla sorella maggiore Albertina con la quale canta in un corpo corale. Ne testimoniano le rappresentazioni alcuni articoli di giornale del 1897 e del 1898 tra cui il Corriere Toscano e il Telegrafo.
Nel 1902 dopo i saggi da alunna di maggio e giugno, Eugenia debutta il 26 dicembre a Portoferraio al Teatro dei Vigilanti  nella prima della Saffo del maestro Giovanni Pacini. Esordisce nella parte di Climene che incarna egregiamente per l'ottimo metodo di scuola e perché possiede una voce gradevole e armoniosa.
A Portoferraio prosegue la stagione interpretando per il medesimo teatro la Saffo, di cui il 13 gennaio 1903 la serata in suo onore, e La traviata di Giuseppe Verdi concertata e diretta dal maestro Alvisi.  Da un ritaglio del 1903 di Vedetta Artistica si apprende che Eugenia è stata allieva del maestro Guglielmo Branca.
Dal 1903 interpreta la Manon Lescaut di Giacomo Puccini al Teatro della Pergola, il Sansone e Dalila e presso il Circolo Filologico alcune romanze.
Nel 1904 interpreta il 5 febbraio come contralto la parte di Maddalena nel Rigoletto di Giuseppe Verdi presso l'Arena Nazionale di Firenze. Il Fieramosca, che ne recensice le sue lodi, per la sua bruna bellezza e per il suo cognome, la indica in un suo articolo come spagnola. Di tali origini, seppur veritiere, se ne sono perse le tracce.
Il 3 aprile si ripete con l'impresa Bezzi a Carrara presso il Teatro Politeama Giuseppe Verdi ottenendo un vero successo.
Il 2 maggio conferma la sua performance come mezzosoprano nella parte di Azucena nel Trovatore. Per quest'ultima rappresentazione viene dedicata a lei una serata d'onore il 15 maggio dove canta con passione e vigoria l'A te questo rosario della Gioconda e il Non conosci il bel suol della Mignon.
Allieva ancora dell'Istituto musicale di Firenze, in settembre di quell'anno Eugenia si trasferisce con la famiglia a Lecce. Frequenta le ville artistiche di Donato Greco e del cav. Francesco Fioco e le ricche sale del palazzo Balsamo dimostrando le su doti cantando, oltre alle romanze già citate, quelle della Gioconda e del Ballo in Maschera.
Il 12 novembre va in scena ancora con Il trovatore al Teatro Verdi di Brindisi dove riscuote un nuovo successo innanzi a un pubblico imponente dagli incessanti applausi.
Prosegue la sua stagione presso il medesimo teatro nel Faust di Charles Gounod, dramma lirico in cinque atti, dove tiene la parte di Siebel. Si contraddistingue alla prima rappresentazione nella prima scena del terzo atto con la romanza dei fiori tanto che il pubblico le fece una vera ovazione. 
Termina la stagione al Verdi con La forza del destino nella parte di Preziosella.
Nel 1905, aderendo alle numerose e insistenti preghiere di molte signorine, decide di dare lezioni di canto presso il recapito di corso Vittorio Emanuele 51.
Continua a frequentare musicalmente i circoli e le feste. È insuperabile nella Serenatella del Mascagni, nella cavatina del Paggio negli Ugonotti e nelle sublimi romanze del Sains-Saëns: Aprile foriero, Amore, i miei fiori proteggi e Ah rispondi ai miei deliri.
In alcune delle feste leccesi si ricorda la presenza artistica della sorella di Eugenia, Albertina Picciacci-Lopez Nuñes e del fratello Raoul che solito è eseguire macchiette, monologhi e canzonette esilarando i presenti.
Di queste feste musicali vi sono tracce nel 1905 del compleanno di Eugenia Lopez Nuñes e dell'onomastico del fratello Raoul, dove il padre Enrico è solito invitare una numerosa schiera di persone offrendo dolci e liquori a profusione. 
Il trattenimento è tenuto dai festeggiati. Eugenia apre con la romanza degli Ugonotti: Salute e cavalieri, alla quale fa seguire Amore, amore del Tirindelli, Dopo del Tosti, Non conosci il bel suol della Mignon, accompagnata dal maestro Giovanni Albani.
Il 14 dicembre 1905 al Politeama di Lecce si tiene il concerto diretto dal maestro Nicolò d'Ammanco. Eugenia canta un'Ave Maria del maestro, composizione di una dolcezza ineffabile a cui il sentimento e la voce della signorina aggiungono la grazia e il colorito di una squisita opera d'arte e, insieme a Ernesta Lopez e Giustina Scagliarini venute da Roma, sono perfette esecutrici del terzetto del D'Ammaco: Le tre sorelle. La musica è divina. L'esecuzione delle artiste e dell'orchestra non può essere più perfetta. Bellissima la romanza che precede il terzetto che Eugenia con una scena drammaticissima esprime meravigliosamente fra gli applausi del pubblico.
Alla ripetizione del concerto d'Ammaco del 15 dicembre eseguito al Politeama Paisiello-Taranto, cantata l'Ave Maria, il pubblico ne vuole il bis fra le acclamazioni.
L'anno 1906 la vede nuovamente interprete nell'opera sempre bella e immortale del Rigoletto di Giuseppe Verdi al Politeama di Lecce, dove il 28 aprile è ancora interprete della Maddalena. Breve, ma difficoltosa parte, si fa ammirare per la scena sicura e la larga padronanza dei suoi mezzi vocali.
In quello stesso anno in casa di Eugenia si festeggia l'onomastico del padre Enrico (13 luglio) e le nozze d'argento dei genitori (18 ottobre). Come a quei tempi la famiglia Lopez Nuñes è solita fare, gli invitati sono intrattenuti musicalmente. Le feste nei salotti e le serate musicali continuano per tutto l'anno e proseguono nel 1907, anno in cui la famiglia si trasferisce a Milano.
Nel 1908 canta presso il Teatro Verdi di Alessandria con allestimento dell'impresa Mariani La forza del destino, un'opera in quattro atti di Giuseppe Verdi dove è interprete della zingara Preziosilla e Un ballo in maschera dove è interprete di Ulrica, indovina di razza nera, sotto l'abile direzione del maestro Virgilio Ricci.
Nel gennaio del 1909, chiamata telegraficamente e andata in scena senza prova, Eugenia presenzia a Rimini presso il Teatro Vittorio Emanuele II dove reinterpreta in Un ballo in maschera Ulrica. Sa attirare subito innumerevoli applausi dall'intero auditorio che non gradì le quattro precedenti già protestate. La stagione a Rimini prosegue con La Wally, un'opera lirica in quattro atti di Alfredo Catalani, dove riesce benissimo nella parte Afra, la padrona dell'Osteria dell'Aquila. Partecipa al concerto di beneficenza "Pro Calabria e Sicilia" dove è interprete della romanza Non conosci il bel suol.
Il 15 settembre presso il Teatro Giovanni Battista Pergolesi di Jesi incarna perfettamente la cieca nella Gioconda, dimostrando le sue doti nella romanza A te questo rosario....
L'anno 1909 si chiude con il Sigfrido nella parte di Erda presso il Teatro Regio di Parma dove è apprezzata per voce e scena.
Il 31 gennaio 1910 va in scena la Maria di Rohan tanto attesa perché ne è protagonista il celebre baritono Mattia Battistini. Eugenia Lopez qui è interprete di Armando di Gondi.
Nel medesimo anno va in scena a Siena al Teatro della Lizza in luglio lo Zanetto del maestro Pietro Mascagni e in agosto Piccolo Haydn di Antonio Cipollini. Il 20 agosto in onore di Eugenia si tiene una serata dove si rappresenta l'ultima opera citata.
Il 3 settembre si ripete al Teatro de la Sena di Feltre nella Gioconda interpretando, come già a Jesi, la cieca.
Il 1911 è a Torino al Teatro Vittorio Emanuele dove va in scena in Un ballo in maschera interprete di Ulrica.
Il 1912 comincia la stagione a Venezia in gennaio al Gran Teatro La Fenice dove va in scena Isabeau, opera in tre atti del compositore Pietro Mascagni dove interpreta con Caterina Colonna le ancelle Ermyngarde e Ermyntrude. A marzo è al San Carlo nel Salomè di Richard Strauss nella parte del Paggio. 
A Milano partecipa al concerto organizzato dal Gruppo Sionistico Milanese in favore del "Fondo Nazionale" per la colonizzazione ebraica della Palestina.
In settembre il fidanzamento con Sally Heilbrunn, facoltoso industriale tedesco, determina il totale abbandono del teatro di Eugenia Lopez Nuñes.
Trasferitasi a Berlino, si hanno notizie di alcune sporadiche partecipazioni in apparizioni minori fino al 1935 con il nome di Eugenie Heilbrunn anno in cui si trasferisce a Tunisi a causa della situazione politica avversa agli ebrei.

## Incisioni discografiche (parziale)
| Anno | Titolo                                               | Ruolo | Cast                                 | Casa                     | Riferimento1 | Riferimento2 |
| ---- | ---------------------------------------------------- | ----- | ------------------------------------ | ------------------------ | ------------ | ------------ |
|      | Manon Lescaut: Sulla vetta tu del monte              | Ruolo |                                      | Gramophone Record        | 53579        |              |
|      | D'Annunzio: La Java                                  | Ruolo |                                      | Gramophone Record        | 53557        |              |
|      | Trovatore: Si, la stanchezza m'opprime               | Ruolo |                                      | Edison Record / Cylinder | 44560        | Cylinder/UNP |
| 1910 | Manon Lescaut: Sulla vetta tu del monte (madrigale)  | Ruolo |                                      | Victor Records           |              |              |
|      | Il conte di Lussemburgo: Con amore guarda a me       | Ruolo | Luigi Baldassarre                    | Columbia Records         | 42048        | D 4503       |
|      | Il conte di Lussemburgo: Di ogni salotto ero il leon | Ruolo | Luigi Baldassarre                    | Columbia Records         | 42057        | D 4503       |
|      | Aida: O tu che sei d'Osiride                         | Ruolo |                                      | Columbia Records         | 41987        | E 2025       |
|      | La Mascotte: La vesta tua                            | Ruolo | Luigi Baldassarre                    | Columbia Records         | 42073        | D 4504       |
|      | Traviata: Noi siam le zingarelle                     | Ruolo | Luigi Baldassarre                    | Columbia Records         | 42240        | D 4576       |
|      | Faust: Come Allor Che Lieve La Brezza                | Ruolo | Gilda Dalla Rizza, Gaetano Tommasini | Columbia Records         | 42063        | D 4517       |
|      | Faust: Permettereste A Me                            | Ruolo | Vincenzo Bettoni, Gaetano Tommasini  | Columbia Records         | 42064        | D 4517       |
|      | Mignon: Sofferto hai tu                              | Ruolo | Carlo Walter                         | Columbia Records         | 42242        | D 4571       |
|      | Lohengrin: Vendetta avrò                             | Ruolo | Ernesto Badini                       | Columbia Records         | 42039        | D 4520       |
|      | Cavalleria rusticana: Inneggiamo al signor           | Ruolo | Gilda Dalla Rizza                    | Columbia Records         | 42058        | D 9353       |